# 上野勘一郎
上野 勘一郎（うえの かんいちろう、1888年（明治21年）5月3日 - 1974年（昭和49年）11月30日）は、大日本帝国陸軍軍人。最終階級は陸軍中将。功二級

## 経歴
1888年（明治21年）に和歌山県で生まれた。陸軍士官学校第21期、陸軍大学校第33期卒業。1933年（昭和8年）8月、陸軍歩兵大佐進級と同時に関東軍高級副官に着任し、1935年（昭和10年）に歩兵第10連隊長に転じた。
1937年（昭和12年）8月2日、陸軍少将進級と同時に歩兵第29旅団長（上海派遣軍・第3師団）に着任し、上海に出動。呉淞に敵前上陸を敢行し、敵軍を制圧。追撃戦に移行し、南京攻略、徐州会戦、武漢攻略に参加。1939年（昭和14年）3月9日に留守第7師団司令部附を経て、6月2日に樺太混成旅団長に就任し、10月2日に陸軍中将に進級した。1940年（昭和15年）9月1日に第51師団長（東部軍）に親補され、1941年（昭和16年）7月5日に予備役に編入された。同年7月7日に召集され、留守第51師団長に就任し、1942年（昭和17年）4月1日に召集解除となった。1945年（昭和20年）3月31日に召集され、和歌山連隊区司令官兼和歌山地区司令官に就任した。
1947年（昭和22年）11月28日、公職追放仮指定を受けた。